# 伊利·曼佐
伊利·曼佐（捷克語：[ˈjɪr̝iː ˈmɛntsl̩] ⓘ，1938年2月23日—2020年9月5日）是捷克电影导演、戏剧导演、演员和编剧。他的电影常常将人文主义的世界观与讽刺和挑衅的镜头语言相结合。他的一些电影改编自捷克作家如博胡米尔·赫拉巴尔和弗拉季斯拉夫·万裘拉的作品 。 
伊利·曼佐是捷克电影新浪潮的成员，于1967年举世闻名，当时他的第一部长片《严密监视的列车》获得了奥斯卡最佳外语片奖。 1969年，他的电影《失翼灵雀》遭到捷克斯洛伐克政府的禁映，捷共政权垮台后，终于在1990年上映发行，这部电影在第40届柏林国际电影节上获得了金熊奖。
凭借他的黑暗喜剧《我的甜蜜家园》再次获1986年奥斯卡最佳外语电影提名。 1987年，他担任第37届柏林国际电影节评审团成员。 1989年，他担任第16届莫斯科国际电影节评审团成员。 1995年，他担任第19届莫斯科国际电影节评审团成员。  2013年，他担任了第16届上海国际电影节评委。11月，他被授予国际印度电影大奖终身成就奖 。 
2020年因感染2019冠狀病毒病肺炎逝世。

## 导演作品
| 年份   | 片名                     | 备注                                         |
| ------ | ------------------------ | -------------------------------------------- |
| 1960年 | 《预制板公寓》           | 学生时期电影                                 |
| 1963年 | 《我们的福斯特先生去世》 | 学生时期电影                                 |
| 1965年 | 《音乐会'65》            | 短纪录片                                     |
| 1965年 | 《女子学校的犯罪》       | 合拍片《女子学校的犯罪》中的一部分           |
| 1966年 | 《底层的珍珠》           | 合拍片《底层的珍珠》中“巴尔萨扎先生之死”部分 |
| 1966年 | 《严密监视的列车》       | 獲得奥斯卡最佳外语片奖                       |
| 1968年 | 《夜总会的罪恶》         |                                              |
| 1968年 | 《迷情夏日》             |                                              |
| 1969年 | 《失翼灵雀》             | 獲得柏林影展金熊獎，直到1990年才解禁         |
| 1974年 | 《景观变化》             | 短纪录片                                     |
| 1974年 | 《谁在寻找黄金？》       |                                              |
| 1976年 | 《森林边缘的寂寞》       |                                              |
| 1978年 | 《荧幕魔术师》           |                                              |
| 1980   | 《黄金色的回忆》         |                                              |
| 1981年 | 《其中之三》             | 电视剧                                       |
| 1982年 | 《美丽的哀伤》           | 电视电影                                     |
| 1982年 | 《约翰·福斯特博士》      | 电视剧                                       |
| 1983年 | 《祝地球好运》           |                                              |
| 1984年 | 《雪花時节》             |                                              |
| 1985年 | 《甜蜜家园》             | 提名奥斯卡最佳外语片奖                       |
| 1986年 | 《巧克力警长》           |                                              |
| 1989年 | 《再见，旧时光》         |                                              |
| 1991年 | 《乞丐歌剧》             |                                              |
| 1993年 | 《伊凡的冒险生活》       |                                              |
| 1998年 | 《雅各夫斯基和上校》     | 电视电影                                     |
| 2002年 | 《十分钟年华老去》       | 合拍片中的一部分                             |
| 2006年 | 《我曾侍候过英国国王》   | 獲得五項捷克獅獎                             |
| 2013年 | 《好色之徒》             |                                              |

## 电视剧演出
- 《酒吧》（1996）。伊利·曼佐在其中扮演一名心理医生 ，他每天去布拉格的同一家酒吧。